# Battle Realms
Battle Realms là một trò chơi máy tính thuộc thể loại chiến lược thời gian thực với bối cảnh phương Đông huyền bí do Ubisoft phát hành vào năm 2001. Đây là trò chơi đầu tiên được tạo ra bởi Liquid Entertainment. Ubisoft còn phát hành bản mở rộng Battle Realms: Winter of the Wolf vào năm 2002.

## Cốt truyện
Trong phần chơi đơn, cốt truyện chủ yếu xoay quanh Kenji's, người thừa kế cuối cùng ngôi vị của Serpent và là hậu duệ của Dragon từ rất xưa trước khi Dragon trở thành Serpent như hiện tại. Sau một thời gian bỏ trốn vì tội giết cha (thực chất là bị vu oan), trong một lần lang thang anh chứng kiến cảnh đàn áp nông dân trong một ngôi làng không có tiền nạp thuế cho bọn băng cướp của Shinja (cũng là một nhân vật quan trọng của Serpent). Kenji's đứng trước 2 lựa chọn: hoặc là hùa theo băng cướp của Shinja giết chết dân làng hoặc là giải cứu dân làng bằng cách chiến đấu với băng cướp của Shinja. Nếu chọn giải cứu dân làng, anh sẽ đi theo con đường của tộc Dragon. Nếu chọn cách hỗ trợ bọn cướp thì anh sẽ đi theo con đường của tộc Serpent.
Trong suốt chuyến hành trình của Kenji's, người chơi có thể chọn các vùng lãnh thổ mà họ mong muốn tấn công đầu tiên. (Otomo hoặc Shinja sẽ đưa ra các tùy chọn cho người chơi) Kenji's trở về từ Malcomson. Anh phải quyết định có tái sinh tộc Dragon và giải cứu nông dân để tôn vinh sự chính nghĩa hay không hay là anh vẫn phải gia nhập băng cướp tàn ác để thuận lợi cho việc quay trở lại lãnh đạo tộc Serpent và tiếp tục thể hiện sự tàn ác. Chiếm lấy những lãnh thổ cụ thể có thể cung cấp lợi ích, và các Thiền Sư (còn gọi là các Monk) hoặc các Ninja sẽ gia nhập phe của Kenji's khi cốt truyện gần đến giai đoạn cuối. Câu chuyện tập trung vào một di vật gọi là Orb của lãnh chúa Tarrant thuộc tộc Dragon ngày xưa (tức tộc Serpent hiện tại) mà cả Kenji's, tộc Wolf cùng Lotus đang ra sức truy tìm. Kenji's buộc phải lấy cho bằng được viên Orb đó trước họ. Nếu Kenji's đi theo tộc Dragon anh hùng thì kẻ thù chính của Kenji's sẽ là tộc Lotus xấu xa, mặc dù tộc Wolf cũng có xung đột khi Kenji's đi theo tộc Dragon nhưng vì tộc Wolf là tộc yêu chuộng hòa bình nên Kenji's sẽ cố gắng hòa đàm và giúp đỡ tộc Wolf vì tộc Wolf đã bị tộc Lotus đánh bại kiệt quệ. Nếu Kenji's đi theo tộc Serpent tiểu nhân thì kẻ thù chính của Kenji's sẽ là tộc Wolf tốt bụng, mặc dù tộc Lotus cũng có xung đột khi Kenji's đi theo tộc Serpent nhưng vì tộc Lotus đã bị tộc Wolf chống cự quyết liệt dẫn đến thiệt hại nặng nên tộc Lotus sẽ không còn là đối thủ chính của tộc Serpent.

### Nhân vật chính
- Kenji's - là người con của tộc Dragon, mang trong mình dòng máu anh hùng và bất khuất của tộc Dragon trong quá khứ mặc dù bây giờ tộc Dragon không còn nữa vì sau khi bị đàn quái vật Horde tấn công, tộc Dragon dần sa ngã và đi theo con đường lệch lạc rồi cuối cùng trở thành tộc Serpent xấu xí. Vũ khí chính của anh là dùng kiếm, kiếm còn là niềm tự hào riêng của võ sĩ đạo, anh còn có vũ khí phụ là súng lục nhưng ít dùng. Kenji's tuy sinh ra trong một gia đình bạo chúa của tộc Serpent nhưng anh lại có khí phách anh hùng chống lại cái ác, đặc điểm giống như Tarran, là tổ tiên nhiều đời trước của anh.
- Otomo - Là một trong những tướng quân của lãnh chúa Oja thuộc tộc Serpent nhưng anh lại cho rằng tộc Serpent là một gia tộc suy đồi theo thời gian và tộc Dragon tổ tiên khi xưa mới là gia tộc thực sự mà anh thuộc về. Anh có niềm tin vào việc một ngày nào đó tộc Dragon trong quá khứ sẽ hồi sinh, những người đi theo anh cũng có tinh thần rất nghĩa hiệp. Trong thời gian Kenji's mất tích 7 năm, Otomo đảm trách vai trò giữ vững nền yên ổn cho những người trượng nghĩa đi theo anh và đối phó với mọi sự nguy hiểm từ cả bên trong lẫn bên ngoài gia tộc. Không giống như lãnh chúa Oja và nhiều người khác, Otomo và một số người có các tiêu chuẩn cai trị giống với Tarrant và có phần cao hơn. Vũ khí chính của anh cũng là kiếm như Kenji's nhưng anh không dùng súng lục như Kenji's.
- Shinja - Là thủ lĩnh của tộc Serpent, ông là một người chỉ huy giỏi nhưng đồng thời cũng là một thủ lĩnh nóng tính có phần tàn ác với những người mà ông ta không ưa và là đội trưởng "Đội cận vệ Serpent" của lãnh chúa Oja.Thời điểm Oja bị giết, các bằng chứng đều cho thấy Kenji's là thủ phạm khi anh bị phát hiện ngồi cạnh xác chết của cha mình (Oja) nhưng vẫn có thể Kenji's bị gài bẫy và bị oan và anh ngay lập tức chạy trốn khỏi Gia tộc trong 7 năm trời. Shinja và lực lượng của ông đã cử các nhóm vào rừng với hy vọng tìm được Kenji's. Vài năm sau thời điểm Oja chết, Shinja đã vươn lên nắm quyền kiểm soát Gia tộc Serpent. Shinja có vũ khí là hai thanh kiếm dài giống như những binh lính Ronin. Tuy Shinja rất tài năng nhưng lại có phần cực kỳ hung hăng và độc đoán nên cũng có nhiều người căm thù.
- Taro - Là người con trai trưởng của lãnh chúa Oja và là anh của Kenji's. Anh ta vốn dĩ là hoàng tử của tộc Serpent nên vô cùng kiêu ngạo với mọi người, đặc biệt là với chính em trai của mình. Taro tuy rất kiêu ngạo nhưng trên thực tế hắn ta lại là một tên hoàng tử yếu đuối nhưng cứ cố gắng tỏ ra oai nghiêm mặc dù rất nhiều người biết được chuyện này nhưng Taro chẳng thèm quan tâm. Nếu lãnh chúa Oja đối phó với đối phương bằng sự sợ hãi nhưng rất có tính toán thì Taro lại đối phó với đối phương bằng sự ngông cuồng thiếu suy nghĩ. Vũ khí chính của anh ta là một thanh kiếm có chứa một loại phép thuật có thể làm mê hoặc kẻ thù.
- Zymeth - Trước đây tộc Lotus là một tộc rất hòa bình và yêu thiên nhiên, họ rất giỏi sử dụng phép thuật làm việc có ích. Tuy nhiên vẫn có những kẻ trong tộc rất thích sử dụng phép thuật làm điều đê hèn, Zymeth ngày trước là một trong những nhóm học giả nghiên cứu về những phép thuật đen tối của sự tha hóa, những kẻ phá vỡ truyền thống ban đầu của tộc để thực hành cấm thuật. Sau khi tộc Lotus bị đàn quái vật Horde tấn công thì những người tử tế đã ở lại chống cự và không còn ai sống sót, chỉ còn những kẻ nham hiểm và xấu xa (trong đó có Zymeth) là còn sống sót vì chạy trốn, bỏ mặc đồng loại của mình. Sau khi đã ổn định tình hình, tộc Lotus đã cử ra một người đứng đầu trong số rất nhiều người và Zymeth đã trở thành người đứng đầu tộc Lotus sau khi sử dụng thủ đoạn gian trá để loại bỏ mọi đối thủ khác. Ông ta khi tấn công thì không cần cầm vũ khí mà chỉ cần sử dụng phép thuật để tạo ra những quả cầu sét để ném vào đối phương ở khoảng cách xa.
- Yvaine - Là người tình của Zymeth và cũng là một nhân vật quan trọng của tộc Lotus. Bà ta và những tên lính Lotus dưới trướng được Zymeth giao cho công việc quản lý các tù nhân của tộc Wolf làm việc trong hầm mỏ cũng như bí mật xem xét các động thái của những tên giám thị tộc Serpent tuần tra trong và xung quanh khu hầm mỏ. Tuy vẻ bề ngoài thì tộc Lotus và Serpent đang hợp tác với nhau cai trị tộc Wolf nhưng bên trong thì tộc Lotus đang âm thầm muốn lật đổ và khống chế luôn cả tộc Serpent. Vũ khí chính của bà ta là phóng ra những mũi tên băng tuyết sắc nhọn.
- Grayback's - Mang trong mình một niềm khát khao tự do mãnh liệt của dòng máu Wolf, chính động lực đó đã thúc đẩy vị thủ lĩnh trẻ tuổi này của tộc Wolf nổi dậy và tập hợp những người khác trong tộc đoàn kết chống lại hai kẻ thù chính của tộc mình là tộc Serpent và tộc Lotus, đây là hai gia tộc đã đàn áp tộc Wolf của anh từ hàng chục năm trước. Trong cốt truyện của Kenji's đi theo tộc Dragon, Grayback's còn tấn công luôn tộc Dragon (vì hiểu nhầm tộc Dragon cũng giống như tộc Serpent) nhưng tộc Wolf và Dragon sau này đã trở thành đồng minh và không tấn công nhau nữa vì cả hai tộc đều quý trọng hòa bình. Anh phải kêu gọi những người của tộc Wolf vùng lên cùng anh chiến đấu để đưa đồng bào của tộc Wolf trở lại với cuộc sống tự do như ngày xưa. Vũ khí anh dùng là một cây cuốc vì anh đã làm ở hầm mỏ từ rất lâu do lớn lên trong hoàn cảnh nô lệ.
- Longtooth - Là người bạn thời thơ ấu của Grayback's và cũng là một nô lệ tộc Wolf, anh đã cùng với Grayback's chiến đấu để đánh bại hai gia tộc Serpent và Lotus, góp phần cùng Grayback's giải phóng tộc Wolf và đưa tộc Wolf về lại cuộc sống tự do và chống lại những cuộc tấn công về sau của hai gia tộc Serpent và Lotus (thậm chí anh còn chỉ huy tộc Wolf tấn công luôn tộc Dragon của Kenji's do hiểu nhầm vì tưởng tộc Dragon và tộc Serpent là một), Longtooth được xem là thủ lĩnh dự bị của tộc Wolf bởi nếu trong trường hợp Grayback's bị kẻ thù giết chết thì tộc Wolf còn có Longtooth đứng lên lãnh đạo để chiến đấu chống lại kẻ thù. Vũ khí chính của anh là chiếc boomerang có khả năng tấn công tầm xa rất tốt.

## Lối chơi
Lối chơi của Battle Realms giống như nhiều trò chơi chiến lược thời gian thực khác. Có một số phe phái mà tất cả đều có nhiều loại công trình có sẵn và các đơn vị sản xuất. Không giống như các trò chơi chiến lược thời gian thực khác, mặc dù các đơn vị xây dựng cơ bản (nông dân). được sử dụng để thu thập tài nguyên và xây dựng, còn đóng vai trò như là đơn vị cơ sở được nâng cấp thành các đơn vị quân đội. Như vậy, các công trình quân sự trong Battle Realms được sử dụng để chuyển đổi và nâng cấp các đơn vị chứ không phải là sản xuất trực tiếp.
Battle Realms có tất cả bốn chủng tộc bao gồm chủng tộc Dragon (Rồng), chủng tộc Serpent (Rắn), chủng tộc Lotus (Hoa Sen) và chủng tộc Wolf (Sói). Mỗi chủng tộc đều có một đặc điểm riêng, quân đội riêng, cách đào tạo riêng, kĩ năng riêng. Tuy nhiên, tất cả những điều đó đều bắt nguồn từ hai nguồn tài nguyên chính của game: gạo và nước. Không giống như những tựa game chiến thuật khác, người chơi sẽ không cần phải bỏ tiền ra mua nông dân, mua lính nhưng chính nông dân sẽ tự sản sinh từ những túp lều xây. Nhiệm vụ của nông dân không chỉ bó hẹp tại công việc gặt lúa, múc nước mà còn là một người thợ xây và là lực lượng của chính người chơi. Có nông dân, người chơi sẽ có thể đào tạo họ qua nhiều bước huấn luyện tùy theo người chơi để có được những binh lính chất lượng. Công cuộc đào tạo thì không thật sự đơn giản, để có thể đào tạo nên những chiến binh thiện nghệ, người chơi sẽ cần tốn một lượng gạo và nước. Và dĩ nhiên, không có gì là vô hạn, số lượng nông dân có giới hạn và điều đó đồng nghĩa với số lượng binh lính của người chơi cũng có hạn. Do vậy người chơi sẽ phải suy nghĩ thật kĩ càng để đưa ra những quyết định đúng đắn trong việc dàn quân theo từng đơn vị cũng như giữ lại một ít nông dân để duy trì việc thu thập tài nguyên. Người chơi cũng có thể xây dựng các tháp canh để tướng hoặc lính biết sử dụng vũ khí bắn xa trèo lên để tấn công địch từ xa trước khi địch đến, tháp canh của Lotus không có cầu thang mà chỉ cần dịch chuyển tức thời nên tiết kiệm thời gian khi tướng hoặc lính lên hay xuống tháp canh.
Bên cạnh những lính đi bộ, người chơi sẽ có thể bắt ngựa thông qua nhà ngựa để tướng và lính có thể cưỡi ngựa chiến đấu (nếu là chủng tộc Wolf thì một con ngựa khi được dẫn vào chuồng sẽ được cung cấp 2 con sói và không thể cưỡi). Ngựa không những là phương tiện di chuyển thích hợp để đi đường dài mà còn là người bạn đáng tin cậy trong những trận chiến kịch liệt và cũng là "bia đỡ đạn" cho các tướng và lính khi bị tấn công và ngựa cũng giúp cho tướng và lính di chuyển nhanh mà ít bị mất sức hơn khi đi bộ (điều này không có tác dụng với chủng tộc Wolf vì họ chỉ sử dụng sói và không thể ngồi lên để di chuyển). Ngoài ra, điểm đặc biệt nhất trong Battle Realms chính là hệ thống những viên ngọc Yin/Yang. Khi giáp trận, người chơi sẽ thu thập được một số viên ngọc Yin/Yang và dùng nó để mua tướng, nâng cấp...

### Các lực lượng trong game

#### Phe phái chính
Có bốn phe phái có sẵn được gọi là gia tộc trong Battle Realms và mỗi bên đều có những đặc điểm khác nhau: 
- Dragon: là một chủng tộc của các chiến binh ủng hộ danh dự và chiến đấu dũng cảm để chống lại cái ác, sẵn sàng ra tay giúp đỡ mọi người khi họ cần. Dù chiến đấu mãnh liệt nhưng họ vẫn đề cao sự khoan dung và tha thứ, chỉ có những ai đã xấu xa đến mức không còn có thể thông cảm được nữa thì họ mới giết. Viên ngọc Yang (dương khí) chính là thứ họ cần và các Thiền Sư sẽ là đồng minh của họ.
- Serpent: là một chủng tộc bị coi là sa ngã, lệch lạc của chủng tộc Dragon (do họ cũng có nguồn gốc từ chủng tộc Dragon) và chủng tộc này sử dụng tàng hình, thủ đoạn gian trá, và sự tàn bạo để tiếp tục mục tiêu của mình. Không giống như người tiền nhiệm của mình, họ đã làm chủ được công nghệ vũ khí đến một mức độ rất phát triển (đặc biệt là thuốc súng và súng hỏa mai) và cũng đã học hỏi thêm thuật gọi hồn từ các xác chết (do tên Necromancy thực hiện). Viên ngọc Yin (âm khí) chính là thứ họ cần và các Ninja sẽ là đồng minh của họ.
- Lotus: là một chủng tộc của những tên phù thủy bị tha hóa trầm trọng chuyên đào sâu vào các khía cạnh bại hoại xấu xa của ma thuật và cực kỳ độc ác. Chủng tộc này man rợ đến nổi cho phép các loại tà thuật được sử dụng tự do trong đế chế, họ không chỉ tấn công các gia tộc khác mà còn gây hấn với cả những thành viên trong gia tộc mình như cơm bữa. Viên ngọc Yin (âm khí) chính là thứ họ cần và các Ninja sẽ là đồng minh của họ.
- Wolf: là một chủng tộc của các thợ mỏ trước đây là nô lệ từng làm việc trong các hầm mỏ đá phiến sét. Các thành viên gia tộc họ sống một cuộc sống lành mạnh cơ bản và văn hóa của họ nhấn mạnh mối quan hệ mạnh mẽ và tốt đẹp với thiên nhiên. Sự nô dịch hoá trước đây cho phép họ phát triển áo giáp làm từ đá phiến sét được sử dụng trong quá trình khai khoáng. Trong quá trình đấu tranh giành lại sự tự do, tộc Wolf cũng đã rất giỏi trong việc chế tạo các loại vũ khí mới để tấn công nhưng tộc Wolf lại biết rất ít về phép thuật. Viên ngọc Yang (dương khí) chính là thứ họ cần và các Thiền Sư sẽ là đồng minh của họ.

#### Các sinh vật trung lập
- Ngoài ra trên bản đồ còn có những con ngựa hoang để các gia tộc thu phục và mang về để cho quân đội cưỡi lên di chuyển (trong khi tộc Wolf thì mang ngựa về cho bầy sói ăn để sói có sức chiến đấu), trên bản đồ còn có những con sói hoang có thể chủ động tấn công người chơi tộc Dragon, Serpent và Lotus nếu đến quá gần chúng, riêng người chơi tộc Wolf ít bị sói hoang tấn công hơn và thường sói hoang chỉ tấn công người chơi tộc Wolf khi bị tộc Wolf chủ động tấn công. Trong phần chơi cốt truyện Kenji's còn có đàn quái vật Horde cũng có thể tấn công người chơi và phe đối lập (Lotus) khi cốt truyện bước vào giai đoạn cuối. Trong phần chơi cốt truyện Grayback's của phiên bản Winter of the Wolf còn có những con nhện đá phiến tấn công người chơi Wolf ở giai đoạn đầu của cốt truyện.

## Đón nhận
Tạp chí Igromania chấm cho game 9.0/10 điểm gọi đó là một "lý tưởng chiến lược thời gian thực đương đại". Người viết nhận xét chú ý tới lối chơi tốt và ca ngợi đồ họa cùng hình ảnh động, nhưng anh nói rằng trò chơi đã không chệch hướng nhiều từ thể loại RTS truyền thống và AI không nổi bật.